# Jovanka Radičević
Jovanka Radičević (* 23. Oktober 1986 in Titograd (heute Podgorica), Jugoslawien) ist eine ehemalige montenegrinische Handballspielerin.

## Vereinskarriere
Jovanka Radičević spielte beim montenegrinischen Erstligisten ŽRK Budućnost Podgorica, mit dem sie national mehrmals die Meisterschaft und den Pokal gewann. International konnte die Außenspielerin mit Budućnost in den Jahren 2006 und 2010 den Europapokal der Pokalsieger erringen. Im Sommer 2011 wurde sie vom ungarischen Spitzenverein Győri ETO KC verpflichtet. Mit Győri ETO KC gewann sie 2012 und 2013 die ungarische Meisterschaft sowie 2012 den ungarischen Pokal. In der Saison 2011/12 gelang Radičević mit Győri der Einzug in das Finale der Champions League, welches jedoch ihr ehemaliger Verein ŽRK Budućnost Podgorica gewinnen konnte. Eine Spielzeit später gewann sie mit Győri die Champions League. Ab dem Sommer 2013 spielte Radičević beim mazedonischen Verein ŽRK Vardar SCBT, mit dem sie 2014, 2015, 2016, 2017 und 2018 die Meisterschaft sowie 2014, 2015, 2016, 2017 und 2018 den mazedonischen Pokal gewann. In der Saison 2018/19 gewann sie mit dem rumänischen Erstligisten CSM Bukarest den rumänischen Pokal. Anschließend kehrte sie zum Verein ŽRK Budućnost Podgorica zurück, mit dem sie 2020 und 2021 das nationale Double gewann. In der Saison 2021/22 stand Radičević beim türkischen Erstligisten Kastamonu Belediyesi GSK unter Vertrag und gewann sowohl die türkische Meisterschaft als auch den türkischen Pokal. Ab dem Sommer 2022 spielte Radičević beim slowenischen Verein RK Krim. Mit Krim gewann sie 2023, 2024 und 2025 die slowenische Meisterschaft sowie 2023 und 2025 den slowenischen Pokal. Nach der Saison 2024/25 beendete sie ihre Karriere.

## Auswahlmannschaften
Radičević gehörte 16 Jahre dem Kader der montenegrinischen Nationalmannschaft an. Im Sommer 2012 nahm Radičević mit Montenegro an den Olympischen Spielen in London teil, wo sie die Silbermedaille gewann. Im Dezember 2012 gewann sie mit Montenegro den EM-Titel. Bei diesem Turnier wurde die Linkshänderin in das All-Star-Team gewählt. Weiterhin nahm sie an den Olympischen Spielen 2016 in Rio de Janeiro, an der Weltmeisterschaft 2017 sowie an der Europameisterschaft 2018 teil.
Radičević trug gemeinsam mit dem Wasserballspieler Draško Brguljan die montenegrinische Fahne bei der Eröffnungsfeier der Olympischen Sommerspiele 2020.
Bei der Europameisterschaft 2022 wurde sie ins All-Star-Team gewählt. Mit Montenegro gewann sie in ihrem letzten Länderspiel ihrer Karriere die Bronzemedaille.

## Rekorde
Die Saison 2023/2024 ist Jovanka Radičević' 20. Spielzeit in der EHF Champions League. Mit 1069 Treffern ist sie die erfolgreichste Champions-League-Torwerferin.